# Jasień (Łopuszno)
Pour les articles homonymes, voir Jasień.
Jasień est une localité polonaise de la gmina de Łopuszno, située dans le powiat de Kielce en voïvodie de Sainte-Croix.